# Heinz Zednik
Heinz Zednik (Vienna, 21 febbraio 1940) è un tenore austriaco.

## Biografia
Dopo gli studi a Vienna debutta nel 1964 a Graz ne La forza del destino.

## Discografia (parziale)
- Boesmans: Wintermärchen - Antonio Pappano/Arthur Debski/Dale Duesing/Orchestre Symphonique De La Monnaie/Renato Balsadonna/Susan Chilcott, 2000 Deutsche Grammophon
- Lehar: Die Lustige Witwe - John Eliot Gardiner/Wiener Philharmoniker/Barbara Bonney/Bo Skovhus/Bryn Terfel/Cheryl Studer/Heinz Zednik, 1994 Deutsche Grammophon
- Mozart, Flauto magico - Solti/Heilmann/Zeisak/Kraus, 1990 Decca
- Mozart, Ratto dal serraglio - Solti/Gruberova/Battle/Talvela, 1985 Decca
- Shostakovich, Lady Macbeth del distretto di Mtsensk - Chung/Ewing/Langridge/Zednik, 1992 Deutsche Grammophon
- Strauss R, - Cavaliere della rosa - Karajan/Tomowa-S./Baltsa/Moll, 1982 Deutsche Grammophon
- Wagner: Das Rheingold - Bayreuth Festival Orchestra/Donald McIntyre/Fritz Hubner/Heinz Zednik/Helmut Pampuch/Hermann Becht/Martin Egel/Matti Salminen/Pierre Boulez/Siegfried Jerusalem, 1981 Philips
- Wagner, Sigfrido - Boulez/Jung/Zednik/Jones/Becht, 1980 Deutsche Grammophon
- Zednik: Musikalische Reise Durch Österreich - Heinz Zednik, 2004 Preiser

## DVD (parziale)
- Berg: Wozzeck (Vienna State Opera, 1987) - Philip Langridge/Heinz Zednik/Hildegard Behrens/Claudio Abbado, Arthaus Musik
- Lehar, Das Land des Lächelns (Il paese del sorriso) - Ebert/Kollo/Koller/Zednik, 1974 Deutsche Grammophon
- Smetana, Sposa venduta - Fischer/Popp/Jerusalem/Zednik, 1981 Deutsche Grammophon
- Wagner, Anello del Nibelungo - Boulez/McIntyre/Egel/Schwarz, 1980 Deutsche Grammophon - Grammy Award for Best Opera Recording 1983
- Wagner, Oro del Reno - Levine/Morris/Jerusalem/Ludwig, 1990 Deutsche Grammophon - Grammy Award for Best Opera Recording 1991
- Wagner, Sigfrido - Boulez/Jung/Zednik/Jones/Becht, regia Patrice Chéreau, 1980 Deutsche Grammophon